# USS Skipjack (SS-24)
USS Skipjack (SS-24) – amerykański okręt podwodny z okresu I wojny światowej, jednostka prototypowa swojego typu. Została zwodowana 27 maja 1911 roku w Fore River Shipyard w Quincy, a w listopadzie 1911 roku nazwę okrętu zmieniono na oznaczenie literowo-numeryczne E-1. Został przyjęty w skład US Navy 14 lutego 1912 roku. Okręt wycofano ze służby 20 października 1921 roku i sprzedano w roku następnym.

## Projekt i budowa
Konstrukcja USS „Skipjack” była niemal identyczna jak okrętów typu D z tym, że w miejsce silników benzynowych zamontowano silniki Diesla. Okręt cechował dużych rozmiarów kiosk z mostkiem oraz dwa peryskopy. Po raz pierwszy w amerykańskich okrętach podwodnych umieszczono na nim dziobowe stery głębokości oraz radiostację.
USS „Skipjack” (Submarine Torpedo Boat No. 24) zbudowany został w Fore River Shipyard w Quincy. Wodowanie miało miejsce 27 maja 1911 roku.

## Dane taktyczno–techniczne
„Skipjack” był małym okrętem podwodnym o konstrukcji jednokadłubowej. Długość całkowita jednostki wynosiła 41,2 metra, szerokość 4,4 metra i zanurzenie 3,6 metra. Wyporność w położeniu nawodnym wynosiła 287 ton, a w zanurzeniu 342 tony. Okręt napędzany był na powierzchni przez dwa silniki Diesla NELSECO o łącznej mocy 700 koni mechanicznych (KM). Napęd podwodny zapewniały dwa silniki elektryczne Electro-Dynamic o łącznej mocy 600 KM. Dwuśrubowy układ napędowy pozwalał osiągnąć prędkość 13,5 węzła na powierzchni i 11,5 węzła w zanurzeniu. Zasięg wynosił 21000 Mm przy prędkości 11 węzłów w położeniu nawodnym oraz 100 Mm przy prędkości 5 węzłów pod wodą. Dopuszczalna głębokość zanurzenia wynosiła 60 metrów.
Okręt wyposażony był w cztery dziobowe wyrzutnie torped kalibru 450 mm (18"), z łącznym zapasem czterech torped. Załoga okrętu składała się z 20 oficerów, podoficerów i marynarzy.

## Przebieg służby
17 listopada 1911 roku nazwę okrętu zmieniono na oznaczenie literowo-numeryczne E-1, a do służby w US Navy przyjęto go 14 lutego 1912 roku. Pierwszym dowódcą jednostki został por. mar. Chester Nimitz. Okręt włączono w skład Floty Atlantyckiej. W początkowym okresie służby E-1 przechodził różnego rodzaju testy, m.in. łączności podwodnej (na okręcie zainstalowano też żyrokompas Sperry). Próby i eksperymenty charakteryzowały niemal cały okres służby jednostki; w 1915 roku wymieniono sprawiające wiele kłopotów silniki diesla.
Po przystąpieniu USA do wojny, 4 grudnia 1917 roku E-1 opuścił Newport i udał się w kierunku Azorów. Między styczniem a wrześniem 1918 roku okręt patrolował region między Ponta Delgada a Horta. 17 września E-1 powrócił do New London i po remoncie uczestniczył w próbach i szkoleniu. 20 marca 1920 roku trafił do rezerwy, a 17 lipca otrzymał numer identyfikacyjny SS-24.
E-1 został wycofany ze służby 20 października 1921 roku w Filadelfii. Sprzedano go 19 kwietnia 1922 roku.